# آناکوندا (نصاب)
آناکوندا (به انگلیسی: Anaconda) نصاب ردهت انترپرایز لینوکس، اوراکل لینوکس، ساینتیفیک لینوکس، سنت‌اواس و فدورا است.